# Сараевский музей
Сараевский музей (босн. Muzej Sarajeva) — музей истории и культуры, расположенный в общине Стари-Град, Сараево, Босния и Герцеговина.

## Описание
Музей находится в ведении Государственного учреждения «Музей Сараево» и размещается в вилле боснийского биографа XIX века Коста Хёрманна на улице Йосипы Штадлера, 32, в общине Стари-Град.

## История
Музей был основан в 1949 году и имеет несколько отделов и пять филиалов работающих в исторических местах и объектах культурного наследия таких как: Дом Сврзо, Дом Деспича, Бруса Безистан, Музей евреев Боснии и Герцеговины и Сараевский музей (1878–1918).